# 長岡JYFC
長岡JYFC（ながおかジュニアユースフットボールクラブ）は、新潟県長岡市に拠点を置く、小学生・中学生年代を中心とするサッカークラブチームである。

## 概要
2001年、長岡市のレベルアップのために中学生年代のクラブチームを立ち上げたいとの思いから発足。2002年には、U-12およびU-6のカテゴリーを立ち上げ、幼・小・中学生年代の一貫指導を行っている。
2004年9月、新潟県内のサッカーチームでは初となるNPO法人格を取得。特定非営利活動法人 長岡ジュニアユースフットボールクラブとして活動している。

## カテゴリ

### 長岡JYFC U-6（キッズ）
2002年に発足。

### 長岡JYFC U-12（ジュニア）
2002年に発足。

### 長岡JYFC（ジュニアユース）
2001年に発足。
北信越ユース (U-15)サッカーリーグ、北信越ユース (U-13)サッカーリーグに所属。
日本クラブユースサッカー選手権(U-15)大会には5回（2012,2014,2015,2016,2019）出場。
全日本(U-15)フットサル選手権大会では、全国ジュニアユース男子クラブチーム最多の5回の優勝を誇る。

### Nagaoka Estilo U-18（ユース）
2020年に新規立ち上げ。

### Nagaoka Estilo（社会人）
北信越フットボールリーグ2部に所属する、長岡JYFCのトップチーム。
2019年までは新潟県サッカーリーグに所属していたが、同年の新潟県リーグ1部で初優勝すると、北信越チャレンジリーグでも優勝し、北信越リーグ2部に昇格を果たした。
2020年、EstiloからNagaoka Estiloに改称。
2021年は新型コロナウイルスの影響により5試合で不戦敗（0-3扱い）を記録。最終的に1勝13敗で8位に終わり、新潟県リーグ1部に降格となった。

### 長岡joias（女子）
2008に発足。U-15〜18および社会人が活動。北信越女子フットサルリーグ、新潟県女子サッカーリーグに所属。
JFA第12回全日本U-15女子フットサル大会出場。
「joias」はポルトガル語で「宝石」の意。

## 戦績

### Nagaoka Estilo（社会人）
| 年度 | 所属       | 順位 | 勝点 | 試合 | 勝 | 分 | 負 | 得 | 失 | 差  |
| 2012 | 新潟県3部B |      |      | 9    |    |    |    |    |    |     |
| 2013 | 新潟県2部  | 優勝 | 21   | 9    | 6  | 3  | 0  | 33 | 8  | 25  |
| 2014 | 新潟県1部  | 5位  | 15   | 9    | 5  | 0  | 4  | 16 | 23 | -7  |
| 2015 | 新潟県1部  | 6位  | 11   | 9    | 3  | 2  | 4  | 21 | 23 | -2  |
| 2016 | 新潟県1部  | 4位  | 19   | 9    | 6  | 1  | 2  | 20 | 14 | 6   |
| 2017 | 新潟県1部  | 2位  | 18   | 8    | 6  | 0  | 2  | 21 | 9  | 12  |
| 2018 | 新潟県1部  | 3位  | 19   | 9    | 6  | 1  | 2  | 31 | 17 | 14  |
| 2019 | 新潟県1部  | 優勝 | 24   | 9    | 8  | 0  | 1  | 67 | 9  | 58  |
| 2020 | 北信越2部  | 5位  | 7    | 7    | 2  | 1  | 4  | 8  | 25 | -17 |
| 2021 | 北信越2部  | 8位  | 3    | 14   | 1  | 0  | 13 | 6  | 53 | -47 |
| 2022 | 新潟県1部  |      |      | 9    |    |    |    |    |    |     |
| 2023 | 新潟県1部  | 3位  | 13   | 9    | 4  | 1  | 4  | 21 | 21 | 0   |
| 2024 | 新潟県1部  | 8位  | 9    | 9    | 2  | 3  | 4  | 11 | 20 | -9  |

## タイトル

### 長岡JYFC（ジュニアユース）U-15（男子）
- 全日本ユース(U-15)フットサル大会

優勝5回（2009年、2013年、2015年、2016年、2017年）

### Nagaoka Estilo（社会人）
- 北信越チャレンジリーグ：1回（2019年）
- 新潟県サッカーリーグ1部：1回（2019年）
- 新潟県サッカーリーグ2部：1回（2013年）